# Ernst Heinrich Alfred Schlitte
Ernst Heinrich Alfred Schlitte (* 9. Oktober 1854 in Berlin; † 27. Oktober 1913 in Hamburg) war ein deutscher Fotograf.

## Leben
Ernst Heinrich Alfred Schlitte war eines von vier Kindern eines Beamten, der im Handelsministerium arbeitete. Sein Vater starb am 11. September 1858 aufgrund von Tuberkulose. Schlitte wuchs in Berlin auf, wo er vermutlich als selbstständiger Fotograf arbeitete. Der Name Schlittes lässt sich in Hamburg erstmals im Juni 1876 nachweisen, wo er unter der Adresse Neustädter Fuhlentwiete 35 geführt wurde. Am 28. Februar 1877 erhielt er einen Gewerbeschein als Fotograf. Am 13. August desselben Jahres heiratete er die seinerzeit 17-jährige Johanna Sophie Amanda Pape, mit der er sechs Kinder hatte. Anfangs wohnte die Familie in der Schlachterstraße 1. Im Hamburger Adressbuch ist das Atelier des Fotografen ab 1879 in der Rathausstraße 25 aufgeführt.
Schlitte, der seit 1881 Hamburger Staatsbürger war, hatte seit 1909 das Hamburger Bürgerrecht. Da die Einkünfte als Fotograf in der Anfangszeit scheinbar nicht ausreichend waren, um ein gutes Leben führen zu können, arbeitete Schlitte auch als Schaffner. Davon zeugt ein Stereofoto eines Depots der Straßenbahn, das bis heute erhalten geblieben ist. In der Folgezeit müssen sich die Einkünfte Schlittes verbessert haben. Grund zu der Annahme sind Fotografien einer Reise, die der Fotograf 1890 unternahm. Die Bilder zeigen Aufnahmen von Kiel, Helgoland und Tahiti. 
1895 trennten sich Ernst Heinrich Alfred Schlitte und seine Ehefrau. Amanda Schlitte brach am 11. April 1895 Richtung New York auf. Die Kinder gingen ebenfalls dorthin. Da Amanda Schlitte nach dem Tod ihres Mannes 1913 gemeinsam mit der zweitältesten Tochter in die Hansestadt zurückkehrte, um den Nachlass zu regeln, ist davon auszugehen, dass sich das Ehepaar nicht scheiden ließ.
Ernst Heinrich August Schlitte wohnte zuletzt in der Alsterdorfer Straße 254, „Gartenhaus“. Er verstarb am 27. Oktober 1913 im Eppendorfer Krankenhaus.

## Fotografien
Schlitte erstellte vermutlich hauptsächlich Porträts, um damit seinen Lebensunterhalt bestreiten zu können. Darüber hinaus sind einige Fotografien von Hamburger Gebäuden zu finden. Die Bilder galten jahrzehntelang bis auf wenige Ausnahmen als verschollen. Grund hierfür war der Verlust der Fotografien aufgrund der Bombardierung Hamburgs während des Zweiten Weltkriegs. Schlittes Enkel Helmut Schlitte fand mehrere Aufnahmen bei Angehörigen in den Niederlanden. Die Bilder umfassen die Jahre 1888 bis 1909.
Schlitte war einer von wenigen Fotografen, die die Choleraepidemie von 1892 bildlich festhielten. Dazu gehörte ein Bild von Massengräbern in Ohlsdorf, dessen Holzschnitt die englische Zeitung The Graphic abdruckte. Der Fotograf dokumentierte auch die Hinterhöfe im Bereich der Nieder- und Steinstraße, die als Brutstätte der Cholera angesehen wurden. Von den als selten geltenden Aufnahmen wurden Holzschnitte erstellt. Der General-Anzeiger für Hamburg-Altona zeigte die Aufnahmen mit begleitendem Text in der Ausgabe vom 25. Oktober 1892.
Unter dem Titel „Wiederentdeckt“ zeigte eine Ausstellung im Hamburger Rathaus im Jahr 2000 zahlreiche der wiedergefundenen Bilder. Die Fotografien werden seitdem im Hamburger Staatsarchiv aufbewahrt.